# Hannah Groen
Hannah Groen (11 maart 1986) is een Nederlands presentatrice. Ze presenteerde het kinderprogramma LoveMatch van de Evangelische Omroep, samen met Herman Wegter.

## LoveMatch
Groen werd per 11 april 2007 presentatrice van LoveMatch en bleef dat tot het programma in maart 2009 stopte. Zij volgde Rebecca Bijker op, die het na jaren voor gezien hield. Groen gaf ook op de site van LoveMatch antwoord op vragen van kinderen over de liefde in het onderdeel 'Lieve Hannah'.